# Люк Йънг
Люк Пол Йънг (на английски: Luke Paul Young) е английски професионален футболист, десен защитник. Той е играч на Куинс Парк Рейнджърс. Висок е 183 см.